# Makroekonomie
Makroekonomie (z řecké předpony makro – což znamená „velký“ + ekonomika) je obor ekonomie, který se zabývá výkonem, strukturou, chováním a rozhodováním ekonomiky jako celku. To zahrnuje regionální, národní a globální ekonomiky.
Makroekonomové studují agregované ukazatele, jako je HDP, míra nezaměstnanosti, národní příjmy, cenové indexy a vzájemné vztahy mezi různými odvětvími ekonomiky, aby lépe porozuměli fungování celé ekonomiky. Rozvíjejí také modely, které vysvětlují vztahy mezi takovými faktory, jako je národní příjem, výkon, spotřeba, nezaměstnanost, inflace, úspory, investice, mezinárodní obchod a mezinárodní finance.
Zatímco makroekonomie je široký studijní obor, existují dvě oblasti výzkumu, které jsou obrazným znakem disciplíny: pokus o pochopení příčin a důsledků krátkodobých výkyvů v národním příjmu (obchodní cyklus) a pokus o pochopení determinanty dlouhodobého ekonomického růstu (zvýšení národního příjmu). Makroekonomické modely a jejich předpovědi používají vlády k tomu, aby pomohly při vývoji a hodnocení hospodářské politiky.
Makroekonomie a mikroekonomie, je dvojice termínů vytvořených Ragnarem Frischem, jsou to dvě nejvíce obecné oblasti v ekonomii. V porovnání makroekonomie je mikroekonomie obor ekonomie, který studuje chování jednotlivců a podniků při rozhodování a studuje interakce mezi těmito jednotlivci a podniky na úzce definovaných trzích.

## Makroekonomické pojmy
Makroekonomie zahrnuje řadu konceptů a proměnných, ale jsou tu tři hlavní témata pro makroekonomický výzkum. Makroekonomické teorie se obvykle vztahují na jevy jako export, nezaměstnanost a inflace. Mimo makroekonomické teorie, tato témata jsou také důležité, aby všechny hospodářské subjekty včetně pracovníků, spotřebitelů a výrobců.

### Export a import
Národní export je celkové množství všeho, co země produkuje v daném časovém období. Všechno, co se vyrobí a prodá generuje stejné množství importu. Celkový export ekonomiky je měřen HDP na osobu. Export a import jsou obvykle považovány za rovnocenné a oba termíny jsou často používány zaměnitelně, export se mění v import. Export může být měřen nebo se na něj můžeme dívat ze strany produkce a měřit ho jako celkovou hodnotu finálního zboží a služeb nebo součet všech přidaných hodnot v ekonomice.
Makroekonomický export se často měří pomocí hrubého domácího produktu (HDP), nebo jednoho z dalších národních účtů. Ekonomové zajímající se o dlouhodobý horizont zvyšující export studují ekonomický růst. Pokroky v technologii, hromadění strojů a ostatního kapitálu, lepší vzdělání a lidský kapitál jsou faktory, které vedou ke zvýšení ekonomického exportu v průběhu času. Nicméně, export se ne vždy konstantně zvyšuje v průběhu času. Hospodářské cykly mohou způsobit krátkodobé propady exportu nazývající se recese. Ekonomové hledají makroekonomické politiky, které zabraňují ekonomikám vklouznout do recese, a které povedou k rychlejšímu dlouhodobému růstu.

### Inflace a deflace
Obecné zvýšení cen v celém hospodářství, se nazývá inflace. Když se ceny sníží, nazýváme tento jev deflace. Ekonomové měří tyto změny cen s cenovými indexy. Inflace může nastat, když se ekonomiky přehřívají a rostou příliš rychle. Podobně, klesající ekonomiky mohou vést k deflaci.
Centrální bankéři, kteří řídí nabídky peněz v zemi, se snaží vyhnout změn v cenové úrovni pomocí monetární politiky. Zvyšováním úrokových sazeb a snížením nabídky peněz v ekonomice, se sníží inflace. Inflace může vést ke zvýšení nejistoty a jiné negativní důsledky.
Změny v úrovni cen mohou být výsledkem několika faktorů. Kvantitativní teorie peněz říká, že změny cenové hladiny jsou přímo úměrné změnám v peněžní zásobě. Většina ekonomů věří, že tento vztah vysvětluje dlouhodobé změny v úrovni cen. Krátkodobé výkyvy mohou také souviset s měnovými faktory, ale změny v agregátní poptávce a agregátní nabídce mohou také ovlivnit cenovou hladinu. Například, pokles poptávky v důsledku recese může vést k nižší cenové hladině a deflaci. Negativní nabídkový šok, jako je ropná krize, snižuje agregátní nabídky a může přinést inflaci.

### Nezaměstnanost
Výše nezaměstnanosti v ekonomice je měřena mírou nezaměstnanosti.
Míra nezaměstnanosti (u) je procentním podílem nezaměstnaného obyvatelstva na ekonomicky aktivním obyvatelstvu. Udává, kolik procent z ekonomicky aktivního obyvatelstva je nezaměstnaných, přičemž za nezaměstnaného je považován člověk starší 15 let, který nemá zaměstnání, ale je zaregistrován na úřadu práce a je schopen okamžitě nastoupit do práce. Ekonomicky aktivním obyvatelstvem jsou poté zaměstnaní a nezaměstnaní dohromady.
Teorie klasické nezaměstnanosti naznačuje, že nezaměstnanost nastává, když jsou příliš vysoké mzdy pro to, aby zaměstnavatelé mohli najmout více pracovníků. Jiné moderní ekonomické teorie naznačují, že vyšší mzdy skutečně sníží nezaměstnanost tím, že vytvoří větší spotřebitelskou poptávku. Podle těchto novějších teorií je nezaměstnanost výsledkem snížené poptávky po zboží a službách produkovaných prostřednictvím práce a naznačuje, že pouze na trzích, kde jsou ziskové marže velmi nízké a v jejichž případě trh nenaruší růst cen výrobků nebo služeb, mají vyšší mzdy za následek nezaměstnanost.
V souladu s teorií klasické nezaměstnanosti, frikční nezaměstnanost nastává, když mezi výpovědí a nalezením vhodného pracovního místa je značná časová prodleva.
Strukturální nezaměstnanost pokrývá různé možné příčiny nezaměstnanosti, včetně nesouladu mezi dovednostmi pracovníků a dovednostmi, které jsou požadovány na volná pracovní místa. Velký výskyt strukturální nezaměstnanosti většinou nastává, když se ekonomika posouvá, aby se soustředila na nové průmyslové odvětví a pracovníci zjistí, že jejich předchozí dovednosti již nejsou v rozmezí poptávky. Strukturální nezaměstnanost je podobná třecí nezaměstnanosti, neboť obě odrážejí problém propojení pracovníků s volnými pracovními místy, ale strukturální nezaměstnanost oproti frikční nezaměstnanosti zahrnuje i čas potřebný k získání nových dovedností vedle krátkodobého procesu vyhledávání.
Zatímco některé druhy nezaměstnanosti se mohou vyskytnout bez ohledu na stav ekonomiky, cyklická nezaměstnanost nastává, když růst stagnuje. Okunův zákon představuje empirický vztah mezi nezaměstnaností a hospodářským růstem. Původní verze Okunova zákona uvádí, že 3% nárůst produkce by vedl k 1% poklesu nezaměstnanosti.

## Makroekonomické veličiny
Makroekonomické veličiny jsou veličiny, které zkoumají rozhodující tendence ve vývoji národního hospodářství. Jsou to rozhodující veličiny, podle kterých určujeme na makroekonomickou výkonnost: produkt, zaměstnanost, stabilní cenovou hladinu a zahraniční hospodářskou politiku.

### Produkt
Produkt je tržní hodnota všech statků a služeb, které byly vytvořeny během určitého časového období.
Můžeme ho rozdělit na:
1. nominální produkt – obsahuje skutečné tržní ceny
2. reálný produkt – obsahuje konstantní a neměnné ceny
3. potenciální produkt –  je to dlouhodobě udržitelný ideální stav využití ekonomiky[1]

### Zaměstnanost
Veličina, podle které určujeme makroekonomickou výkonnost. Řeší především míru nezaměstnanosti.

### Stabilita cenové hladiny
Stabilita cenové hladiny je nejběžnějším prostředkem měření (= index spotřebitelských cen).

### Zahraniční hospodářská politika
Zahraniční hospodářská politika je veličina, ve které je obsaženo saldo obchodní bilance a měnové kurzy. Saldo obchodní bilance je rozdíl mezi vývozem a dovozem zboží a měnové kurzy jsou ceny domácí měny vyjádřené v měnách cizích zemí.

## Hospodářská politika
Hospodářská politika je soustava konkrétních pravidel a opatření, jimiž stát usměrňuje vývoj ekonomiky. Stanovuje základní cíle a k jejich dosažení používá nástroje fiskální a monetární politiky.

### Monetární politika
Centrální banky vykonávají měnovou politiku ovládáním peněžní zásoby několika mechanismy. Centrální banky obvykle podniknou kroky k použití peněz na nákup dluhopisů (nebo jiných aktiv), které zvyšují nabídku peněz a snižují úrokové sazby, nebo v případě kontrakcionální měnové politiky banky prodávají dluhopisy a vybírají peníze z oběhu. Obvykle se politika neprovádí přímým zaměřením na nabídku peněz.
Centrální banky neustále posouvají nabídku peněz, aby udržely cílenou pevnou úrokovou sazbu. Některé z nich umožňují, aby úroková sazba kolísala a místo toho se zaměřují na míru inflace. Centrální banky se obecně snaží dosáhnout vysokého výkonu, bez uvolnění měnové politiky, která vytváří velké množství inflace.
Konvenční měnová politika může být v situacích, jako je pasivní likvidita, neúčinná. Když jsou úrokové sazby a inflace téměř nulové, centrální banka nemůže uvolňovat měnovou politiku běžnými prostředky.
Centrální banky mohou využívat nekonvenční měnovou politiku, jako je kvantitativní uvolňování, aby pomohla zvýšit produkci. Místo nákupu státních dluhopisů mohou centrální banky zavést kvantitativní uvolnění tím, že začnou nakupovat nejen státní dluhopisy, ale i jiné, jako například podnikové dluhopisy, akcie a jiné cenné papíry. To umožňuje nižší úrokové sazby pro širší třídu jmění nad rámec státních dluhopisů. V dalším příkladu nekonvenční měnové politiky se nedávno Federální rezerva Spojených států pokusila o takovou politiku s operací Twist. Úrokové sazby se nedokázaly snižovat a Federální rezervní fond snížil dlouhodobé úrokové sazby kupováním dlouhodobých dluhopisů a prodejem krátkodobých dluhopisů, aby vytvořil plochou výnosovou křivku.

### Fiskální politika
Fiskální politika je použití vládních příjmů a výdajů jako nástrojů ovlivňujících ekonomiku. Příklady takových nástrojů jsou výdaje, daně, dluhy.
Pokud například ekonomika produkuje méně než potenciální objem výroby, mohou být vládní výdaje použity k využití nečinných zdrojů a zvýšení výkonu.
Vládní výdaje nemusí kompenzovat celkové výrobní mezery. Existuje multiplikační efekt, který zvyšuje dopad vládních výdajů. Například, když vláda zaplatí most, projekt nejen přidává hodnotu mostu k výstupu, ale také umožňuje mostním pracovníkům zvýšit jejich spotřebu a investice, což pomůže překonat výrobní mezery. Účinky fiskální politiky mohou být omezeny vytěsněním. Když vláda přebírá výdajové projekty, omezuje to množství zdrojů, které má soukromý sektor k dispozici.
Vyhýbání se vyskytuje, když vládní výdaje jednoduše nahradí výkon soukromého sektoru místo toho, aby dodávaly další výdaje ekonomice. Vyhýbání se také objevuje, když vládní výdaje zvyšují úrokové sazby, což omezuje investice. Obhájci fiskálních podnětů argumentují, že vytěsnění není problémem, když je ekonomika v depresi, spousta zdrojů zůstává nečinná a úrokové sazby jsou nízké.
Fiskální politika může být realizována prostřednictvím automatických stabilizátorů. Automatické stabilizátory netrpí politickou zaostalostí fiskální politiky. Automatické stabilizátory používají konvenční fiskální mechanismy, ale vstoupí v platnost, jakmile hospodářství ustoupí. Výdaje na dávky v nezaměstnanosti se automaticky zvyšují, když nezaměstnanost stoupá, a v progresivním systému daně z příjmu efektivní daňová sazba automaticky klesá, když se příjmy zhorší.

### Důchodová politika
Je zaměřená na stabilizaci cenové hladiny ovlivňováním vývoje mezd, zisků a cen. Může mít podobu dobrovolných směrnic, vládní kontroly mezd.

### Zahraniční obchodní politika
Usiluje o regulaci zahraničního obchodu, může být protekcionistická či liberální.

## Rozvoj makroekonomie

### Keynes a jeho nástupci
Makroekonomie, přinejmenším v moderní podobě, začala publikací Johna Maynarda Keynesa, a to generální teorie zaměstnání, zájmů a peněz. Když udeřila Velká ekonomická krize, i klasičtí ekonomové měli potíže s vysvětlením, jak se může stát, že zboží se neprodává a pracovníci zůstávají nezaměstnaní. V klasické teorii by ceny a mzdy poklesly, dokud by se trh nevyčistil, a veškeré zboží a práce by byly prodány. Keynes nabídl novou teorii ekonomie, která vysvětlila, proč se trhy nemusí vyčistit, což by zapadalo (později ve 20. století) do skupiny makroekonomických myšlenek známých jako keynesiánská ekonomie, také nazývaná keynesiánství nebo keynesiánská teorie. V Keynesově teorii se kvantitativní teorie rozpadla, protože lidé a podniky mají tendenci neutrácet své peníze, když jsou těžké ekonomické časy – tento fenomén popsal z hlediska likviditních preferencí. Keynes také vysvětlil, jak by multiplikační efekt zvětšil malé snížení spotřeby nebo investic a způsobil pokles v celé ekonomice. Generace po Keynesovi spojila makroekonomii všeobecné teorie s neoklasickou mikroekonomií za účelem vytvoření neoklasické syntézy. V padesátých letech většina ekonomů přijala syntetický pohled na makroekonomii. Ekonomové jako Paul Samuelson, Franco Modigliani, James Tobin a Robert Solow vyvinuli formální keynesiánské modely a přispěli formálními teoriemi o spotřebě, investicích a poptávce po penězích, které vylepšily keynesovský rámec.

### Monetarismus
Milton Friedman aktualizoval kvantitativní teorii peněz tak, aby zahrnovala roli poptávky po penězích. Argumentoval, že role peněz v ekonomice byla dostačující k vysvětlení Velké hospodářské krize, a že agregované požadavky orientované na poptávku nebyly nutné. Friedman také tvrdil, že měnová politika je účinnější než fiskální politika; nicméně Friedman pochyboval o schopnosti vlády „jemně doladit“ ekonomiku s měnovou politikou. Obecně upřednostňoval politiku stálého růstu peněžní zásoby místo časté intervence.
Friedman také zpochybnil vztah Phillipsovy křivky mezi inflací a nezaměstnaností. Friedman a Edmund Phelps (který nebyl monetaristou) navrhli „rozšířenou“ verzi Phillipsovy křivky, která vyloučila možnost stabilního a dlouhodobého kompromisu mezi inflací a nezaměstnaností. Když sedmdesátá léta zasáhly ropné šoky a způsobily vysokou nezaměstnanost a vysokou inflaci, Friedman a Phelps byli odsouzeni. Monetarismus měl zvláště vliv na počátku 80. let. Monetarismus upadl od laskavosti, když centrální banky zjistily, že je obtížné zaměřit se na zásobování peněz namísto úrokových sazeb, jak doporučují monetaristé. Monetarismus se také stal politicky nepopulární, když centrální banky vytvořily recese, aby zpomalily inflaci.

### Nová klasická ekonomie
Nová klasická makroekonomie dále zpochybnila keynesiánskou školu. Myšlenka centrálního rozvoje v nové klasické politice přišla, když Robert Lucas představil racionální očekávání v makroekonomii. Před Lucasem, ekonomové obecně používali adaptivní očekávání, kde se předpokládalo, že agenti se budou dívat do nedávné minulosti, aby vytvořili očekávání o budoucnosti. Při racionálním očekáváním se předpokládá, že agenti jsou více sofistikovaní. Lucas také vytvořil vlivnou kritiku keynesiánských empirických modelů. Tvrdil, že prognostické modely na základě empirických vztahů budou předpovídat stejné výsledky i přesto, že se základní model generování dat změnil. Obhajoval modely založené na základních ekonomických teoriích, které by, v principu, měly být strukturálně přesné, přestože se ekonomiky mění v čase. V návaznosti na Lucasovu kritiku, neoklasičtí ekonomové, především pak Edward C. Prescott a Finn E. Kydland vytvořili modely reálného hospodářského cyklu (RBC). RBC modely byly vytvořeny kombinací základních rovnic neoklasické mikroekonomie. Za účelem modelování makroekonomických výkyvů, RBC modely vysvětlují recesi a nezaměstnanost změnami v technologiích, namísto změny na trzích zboží nebo peněz.

### Nová Keynesova reakce
Ekonomové nového keynesiánství reagovali na nové klasické školy přijetím racionálních očekávání a se zaměřením na rozvoj mikro-založených modelů, které jsou imunní vůči Lucasově kritice. Stanley Fischer a John B. Taylor vyrábí rané práce v této oblasti tím, že ukazují, že měnová politika by mohla být účinná i v modelech s racionálním očekáváním, když mají pracovníci uzavřenou mzdovou smlouvu. Další ekonomové nové keynesiánské ekonomiky, např. Olivier Blanchard, Julio Rotemberg, Greg Mankiw, David Romer a Michael Woodford, rozšířili tuto práci a prokázali ostatních případy, kde nepružné ceny a mzdy vedly ke skutečným účinkům v měnové a fiskální politice.
Nová keynesiánská ekonomie, která se vyvinula částečně v reakci na nové klasické ekonomie, se snaží poskytovat mikroekonomické základy keynesiánské ekonomie tím, že ukazuje, jak nedokonalé trhy mohou ospravedlnit řízení poptávky. Jako klasické modely, nové klasické modely předpokládaly, že ceny by měly být schopny se přizpůsobit dokonale a měnové politiky by měly vést jen ke změnám cen. Nové keynesiánské modely zkoumají zdroje vázaných cen a mezd, v důsledku nedokonalé konkurence, která se nebude upravovat, což umožňuje měnové politice dopad na množství namísto dopadu na cenu.
V pozdních 90. letech ekonomové dosáhli hrubého konsenzu. Nominální tuhost nové keynesiánské teorie byla v kombinaci s racionálním očekáváním a RBC metodologií, aby vytvořila dynamické stochastické všeobecné rovnovážné (DSGE) modely. Spojení prvků z různých škol myšlení byl nazván nové neoklasické syntézy. Tyto modely jsou nyní používány mnoha centrálními bankami a jsou základní součástí moderní makroekonomie.